# 6 thermidor
6 messidor 6 fructidor
Le sextidi 6 thermidor, officiellement dénommé jour de la prêle, est le 306e jour de l'année du calendrier républicain.
C'était généralement le 24e jour du mois de juillet dans le calendrier grégorien.